# 曼代拉
曼代拉（義大利語：Mandela）是意大利拉齐奥大区羅馬首都廣域市的市镇，位于罗马东北边40公里处。市镇面积为13.7平方公里，2020年人口数量为889人。
曼代拉与下列市镇相邻：安蒂科利科拉多、奇内托罗马诺、利琴扎、佩尔奇莱、罗卡焦维内、罗维亚诺、萨拉奇内斯科、维科瓦罗。